# Coppa del Mondo di rugby a 13 1968
La Coppa del Mondo di rugby a 13 1968 è stata la quarta edizione della competizione mondiale di rugby a 13. È stata disputata in Australia e Nuova Zelanda ed è stato introdotto per l'occasione un nuovo formato che prevede una finale da giocarsi tra la prima e la seconda classificata. Il torneo è stato vinto da un'Australia in grande spolvero che ha sconfitto in finale la Francia 20-2, conquistando così il suo secondo titolo mondiale.

## Risultati

### Primo turno
| Sydney 25 maggio 1968 | Australia | 25 – 10 | Gran Bretagna | Sydney Cricket Ground (62.256 spett.) |

| Auckland 25 maggio 1968 | Francia | 15 – 10 | Nuova Zelanda | Carlaw Park (18.000 spett.) |

### Secondo turno
| Brisbane 1º giugno 1968 | Australia | 31 – 12 | Nuova Zelanda | Lang Park (23.608 spett.) |

| Auckland 2 giugno 1968 | Francia | 7 – 2 | Gran Bretagna | Carlaw Park (15.760 spett.) |

### Terzo turno
| Brisbane 8 giugno 1968 | Australia | 37 – 4 | Francia | Lang Park (32.664 spett.) |

| Sydney 8 giugno 1968 | Gran Bretagna | 38 – 14 | Nuova Zelanda | Sydney Cricket Ground (14.105 spett.) |

### Classifica
| Squadra       | Giocate | Vinte | Pareggiate | Perse | A favore | Contro | Differenza | Punti |
| ------------- | ------- | ----- | ---------- | ----- | -------- | ------ | ---------- | ----- |
| Australia     | 3       | 3     | 0          | 0     | 93       | 26     | +67        | 6     |
| Francia       | 3       | 2     | 0          | 1     | 26       | 49     | -23        | 4     |
| Gran Bretagna | 3       | 1     | 0          | 2     | 50       | 46     | +4         | 2     |
| Nuova Zelanda | 3       | 0     | 0          | 3     | 36       | 84     | −48        | 0     |

### Finale
| Sydney 10 giugno 1968 | Australia | 20 – 2 | Francia | Sydney Cricket Ground (54.290 spett.) |